# Sosie

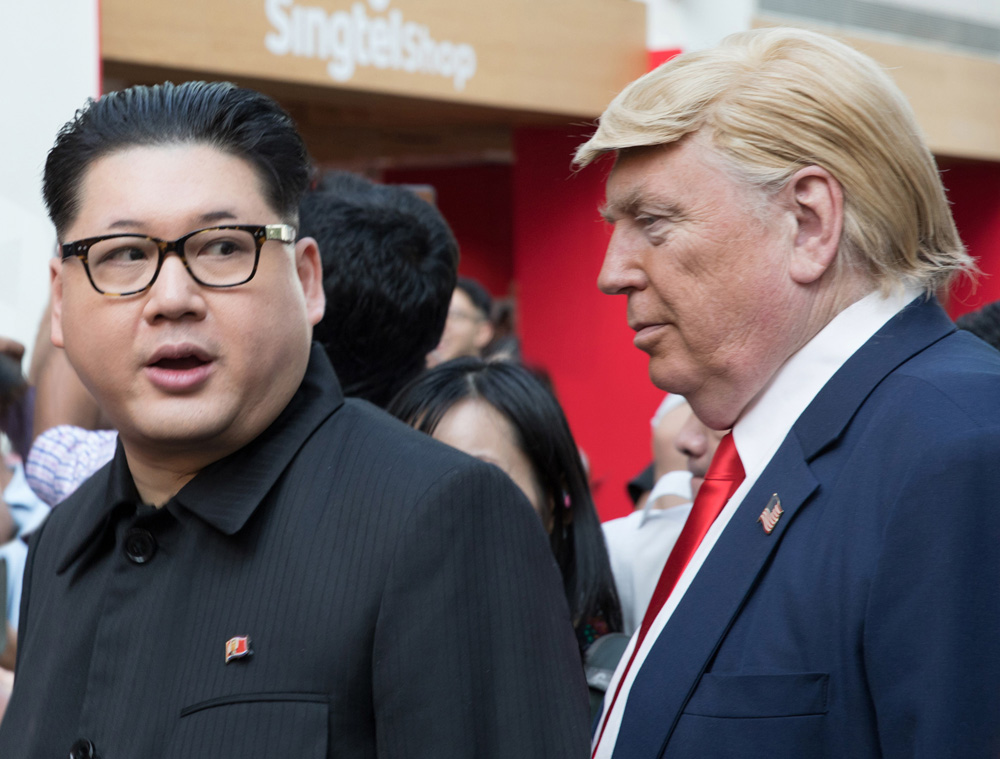

Sosie (din greacă Σωσιας) este o persoană care seamănă perfect cu alta, încât nu pot fi deosebite fizic. Specialiștii spun că cel puțin 7 oameni din lume seamănă sau au semănat la un moment dat cu noi.

## Etimologie
Se crede că cuvântul își are originea în numele sclavului din piesa de teatru Amfitrion a autorului latin Plaut.

## Istorie
Deoarece Stalin se temea foarte tare pentru viața lui, au fost găsite și pregătite patru sosii ale sale. Adesea, sosiile îl înlocuiau pe drumul spre aeroport, fiind folosite mai multe mașini, pentru a distrage atenția. Sosiile îi țineau locul lui Stalin la parade, la întruniri și în orice alte împrejurări în care Stalin credea ca este în pericol. Rolul lor era unul pur decorativ, uneori participau la întâlniri, îmbrăcați în uniforma generalisimului, purtând medaliile oficiale, de regulă fără a ține vreun discurs.
Din aceleași motive, Nicolae Ceaușescu a avut și el o sosie, pe colonelul de securitate Dumitru Burlan.